# 契兄弟 (同性戀)
契兄弟原意是結拜兄弟，後來演變成一種類似於當代男同性戀的關係，兩者書面上的名稱雖然相同，但福州話口語中讀音有異，以識別是普通的結拜，還是雙方之間有男色性關係。明清时，在福建地区盛行。类似用语有契父、契儿:69，即契父子:81。
明清时，福建地区盛行“男风”:69，温台地区亦有流行，称盟兄弟。明末沈德符《万历野获编·补遗卷三》云，“闽人酷重男色，无论贵贱妍媸，各以其类相结，长者为契兄，少者为契弟”。契弟的父母把契兄當作女婿般看待。契弟娶妻時，契兄負擔費用。“至有他淫而告訐者，名曰‘㚻奸’”。有些契兄弟在其中一方或雙方皆已娶妻的情況下仍然會維持關係，甚至超過三十歲還很友好。由於結為契兄弟的男性仍然可以娶妻並傳宗接代，並不會影響家族本位的宗法制度。
中国学者解释明清福建盛行男同性恋的原因，通常有三种：一是，有人口性别比严重失衡、适龄男性无法娶妻、婚姻挤压。明朝弘治十五年，福建男性人口占全省总人口74.63%。现代研究者提及、18世纪时的数据，福建与浙江等省25岁以上未婚男子比例比超过25%，远高于全国平均的15.37%:78－79，81。二是，福建因地少山多濒海的地理环境，当地人有长期外出生活和海外贸易的情况。三是，佛教兴盛助长男同性恋之风。有韩国学者认为，这三种是对“单性环境”产生同性恋的解释，并非直接原因。直接原因是“当时风靡整个社会的男风本身”，“福建是男风尤盛之地”的说法亦是当时文人提出的概念:70。

## 「契弟」一詞與此習俗相關的引申義
「契弟」本來是指「義弟」、「乾弟」，因為古時閩粵有同性男色關係結為契兄弟的風俗，所以「契弟」又多了「男妓」和「孌童」的意思。因此，原指男妓的「契弟」又引申出其他意思，常用來損人，或指人做出一些不好的事情。例如福州話「（野）契弟」（平話字：iā kié-dâ̤，讀音：iɑ21 kʰie53 lɑ242）意思是差勁，「做契弟」（平話字：có̤ kié-dâ̤，讀音：tsɔ21 kʰie53 lɑ242）指遭殃、倒霉或搗鬼；粵語「契弟」指「王八蛋」﹑「賤人」或「笨蛋」。福州話中指義弟的契弟讀成（kʰie53 tiɛ242），指男妓的契弟則讀成（kʰie53 lɑ242），可以區分。但在粵語中兩義讀音均完全相同，所以廣東人忌諱稱別人或被稱為契弟，而會用「契細佬」（「細佬」是粵語「弟弟」的意思）或書面語「義弟」、「誼弟」、「結拜弟弟」代替。現代粵語「正契弟」為用作罵人的話。

## 腳註
1. ↑  此字上田下女，《万历野获编·补遗卷三》指此“字不見韻書，蓋閩人所自撰”。
2. 1 2 3 4  平話字為單字發音，後附的國際音標為實際讀音。

## 外部連結
- 契弟——汪惠迪 （页面存档备份，存于）
- 契兄、契弟、契友、契父、契子——《孫八救人得福》的歷史民俗背景解讀（页面存档备份，存于）
- 契兄弟—明朝那些同性婚姻（页面存档备份，存于）